# Lucila Gandolfo
Lucila Gandolfo (*22. ledna 1966, Buenos Aires) je argentinská herečka, zpěvačka a učitelka zpěvu a herectví.
Rodina její matky pochází z Velké Británie a Lucila Gandolfo tak hovoří plynně anglicky. Studovala Bostonskou konzervatoř a londýnskou Royal Academy of Music.
Od roku 2016 ztvárňuje roli Sharon Bensonové v latinskoamerickém seriálu Soy Luna, který se vysílá na dětské televizní stanici Disney Channel. V roce 2015 si také zahrála menší roli ošetřovatelky po boku Emmy Watson ve filmu Kolonie režiséra Floriana Gallenbergera.